# 日本医療機器学会
一般社団法人日本医療機器学会（にほんいりょうききがっかい）は、医療機器を研究の主対象にした学会である。日本医学会に所属し、その第34分科会に当たる。

## 沿革
日本医学会の中で、産学連携を基盤とする唯一の学会である。1926年に「日本医科器械学会」として発足し、2007年10月1日に現在の名称に変更した。本部は東京都文京区にあり、会員は正会員と企業会員からなる。正会員数は2015年3月31日現在4,987名で、医療機器メーカーやディーラーの社員、医師、看護師、臨床工学技士、臨床検査技師などから構成される。企業会員は、約300社である。1年に1度の大会・学術集会が開催され、機関紙『医療機器学』が隔月刊誌として発行されている。
下部組織に（財）日本医科器械資料保存協会があり、千葉県印西市に印旛医科器械歴史資料館を開設している。

## 学会認定資格
- 第1種滅菌技師
- 第2種滅菌技士
- 臨床ME専門認定士（日本生体医工学会（旧日本エム・イー学会）と合同での認定制度
- 医療機器情報コミュニケータ（MDIC）

※第1種滅菌技師と第2種滅菌技士では、師・士を意図的に使い分けている。

## 学会認定検定
MDIC（Medical Device Information Communicator、医療機器情報コミュニケータ）検定